# Shreveport
Shreveport város az Amerikai Egyesült Államok Louisiana államában, részben Bossier megyében, részben Caddo megyében, melynek megyeszékhelye, és egyben legnagyobb települése. Louisiana harmadik legnépesebb városa New Orleans és Baton Rouge után. A Shreveport metropolisz körzet a 2020-as népszámlálás adatai szerint 393 406 fős lakosságával a negyedik legnagyobb agglomerációs terület Louisiana államban. A város népessége 187 593 fő (2020).
A várost 1836-ban alapította a Shreve Town Company, egy vállalat, amelyet azért hoztak létre, hogy a Red River és az újonnan függetlenné vált Texas államba vezető szárazföldi útvonal találkozásánál új lakóövezetet alakítsanak ki. A város lakossága a 20. század folyamán egyre nőtt, és a közeli kőolajforrás felfedezése után az állami olajipar központjává vált. A Standard Oil of Louisiana (amely ma az ExxonMobil része) és a United Gas Corporation székhelye az 1960-80-as évekig Shreveportban volt. Az olajipari vállalatok távozása, illetve a General Motors autógyár bezárása után a város népessége jelentősen lecsökkent, illetve megnövekedett a szegénység, és vele párhuzamosan a bűnözés is. Habár a városvezetés számos megelőző intézkedéssel, és infrastruktúrafejlesztési programmal is próbálkozott, Shreveport máig az állam legrosszabb közbiztonságú városa. Shreveport egy hármashatár közelében található, ahol három állam, Louisiana, Texas és Arkansas találkozik.

## Népesség
| Lakosok száma | 199 311 | 187 112 | 187 593 |
|               | 2010    | 2019    | 2020    |